# Journal of Genocide Research
Le Journal of Genocide Research est une revue académique trimestrielle à comité de lecture couvrant les études sur les génocides. Créée en 1999, les publications ne comportent pas d'examen par les pairs pendant les six premières années. Depuis décembre 2005, c'est le journal officiel de l'International Network of Genocide Scholars. 
La revue est résumée et indexée dans Political Science Abstracts, Historical Abstracts et America: History and Life. Les rédacteurs en chef précédents sont Henry R. Huttenbach, Dominik J. Schaller et Jürgen Zimmerer. Depuis 2021, la revue est publiée par Routledge et le rédacteur en chef est A. Dirk Moses (Université de Sydney).

## Controverses
En 2016, Israel Charny publie un article intitulé Holocaust Minimization, Anti-Israel Themes, and Antisemitism: Bias at the Journal of Genocide Research. Ses allégations ont été rejetées par les contributeurs du Journal of Genocide Research,,.